# Nancy Bertler
Nancy Bertler és una investigadora alemanya, que ha liderat importants iniciatives per investigar la història del clima mitjançant nuclis de gel de l'Antàrtida. És coneguda pel seu lideratge del Programa d'Evolució del Clima de l'illa de Roosevelt (Roosevelt Island Climate Evolution Programme, RICE). És professora associada al Centre de Recerca Antàrtica de la Universitat de Victòria de Wellington, Nova Zelanda.

## Joventut i educació
Bertler va néixer a Múnic a Alemanya. Va finalitzar la seva llicenciatura en geologia i geografia el 1996 a la Universitat Ludwig Maximilian de Múnic. El 1999 es va graduar amb un màster en ciències del Quaternari a la Royal Holloway (Universitat de Londres), Regne Unit.
Bertler es va traslladar a Nova Zelanda per iniciar el seu doctorat en geologia a la Universitat de Victòria de Wellington, sota la supervisió del professor Peter Barrett, llavors director del Centre de Recerca Antàrtica et hi va doctorar el 2004.

## Carrera
Bertler investiga la història del clima mitjançant nuclis de gel. Durant el seu doctorat, Nancy va establir col·laboracions amb socis internacionals a Alemanya i als Estats Units, i va iniciar la capacitat de Nova Zelanda de recercar de nuclis gel al Mar de Ross. Com a companys postdoctorals, amb l'orientació i ajuda dels seus mentors, els professors Peter Barrett, Tim Naish, Alex Malahoff i Bertler van continuar a establir grans infraestructures de suport a la investigació neozelandesa sobre nuclis de gel. Això va incloure el desenvolupament d'una instal·lació nacional de recerca de nuclis de gel amb la GNS Science i la creació d'un sistema de perforació de nuclis de gel intermedis de Nova Zelanda amb la Universitat de Victòria de Wellington. Des de la seva cita conjunta amb la Universitat de Victòria de Wellington i la GNS Science el 2004, Bertler ha dirigit i gestionat el National Ice Core Research Programme (Programa nacional de recerca de nuclis de gel). Això va culminar amb el desenvolupament reeixit de projectes científics internacionals, en particular la contribució de Nova Zelanda al projecte International TransAntarctic Scientific Expedition (ITASE, Expedició cientítica transantàrtica), i el projecte Roosevelt Island Climate Evolution (RICE) de 9 països, dirigit per Nova Zelanda, en aquest últim dels quals ella és la científica en cap.
Bertler va ser una dels primeres pioneres a orientar i interpretar registres de nuclis de gel de les regions costaneres de l'Antàrtida. Aquests registres han demostrat proporcionar informació altament complementària als registres de nuclis de gel profunds de l'interior de l'Antàrtida. Bertler és la autora o coautora de 39 publicacions internacionals revisades per iguals i tres capítols de llibres revisats per iguals. També és coautora de dos capítols de llibres per a la divulgació científica al públic en general i ha treballat amb una gran varietat de mitjans de comunicació.
Bertler ha liderat 13 expedicions científiques a l'Antàrtida amb més de 30 mesos (acumulats) de treballs de camp, inclòs el lideratge del projecte de nuclis de gel de 9 nacions Roosevelt Island Climate Evolution (RICE) a l'Antàrtida.

## Premis i honors
Bertler va ser guardonada amb la Rutherford Discovery Fellowship el 2011 i és la principal científica i responsable de camp del programa Roosevelt Island Climate Evolution (RICE), projecte de perforació de nuclis de gel de 9 països (Nova Zelanda, Estats Units d'Amèrica, Dinamarca, Alemanya, Regne Unit, Itàlia, Austràlia, Xina, Suècia). Ha participat en nombrosos mitjans de comunicació científics.
El 2016, Bertler va rebre un Premi Blake Leader del Sir Peter Blake Trust.